# Ата, Лесли
Лесли Ата (англ. Leslie Ata; род. 14 октября 1963, Соломоновы Острова) — соломонский тяжелоатлет, представитель лёгкой и средней весовых категорий. Выступал за сборную Соломоновых Островов по тяжёлой атлетике в 1980-х и 1990-х годах, участник двух летних Олимпийских игр. Также известен как тренер и спортивный функционер.

## Биография
Лесли Ата родился 14 октября 1963 года.
Дебютировал на взрослом международном уровне в сезоне 1984 года, когда вошёл в основной состав соломонской национальной сборной и благодаря череде удачных выступлений удостоился права защищать честь страны на летних Олимпийских играх 1984 года в Лос-Анджелесе — это был первый раз, когда Соломоновы Острова делегировали свою команду на Олимпийские игры. В зачёте лёгкой весовой категории взял 80 кг в рывке и 107,5 кг в толчке — по сумме двоеборья набрал 187,5 кг и с этим результатом расположился в итоговом протоколе соревнований на 16 строке.
В 1990 году выступил на Играх Содружества в Окленде, где занял в лёгком весе итоговое 13 место.
Находясь в числе лидеров тяжелоатлетической команды Соломоновых Островов, благополучно прошёл отбор на Олимпийские игры 1992 года в Барселоне, причём на церемонии открытия удостоился права нести знамя своей страны. На сей раз выступал в средней весовой категории, в сумме взял вес 235 кг и занял итоговое 29 место.
Впоследствии занялся тренерской деятельностью, в 2010 году был признан лучшим тренером Соломоновых Островов. Занимал должность президента Соломонской федерации тяжёлой атлетики.